# Ornitologia
L'ornitologia (del grec "ὄρνις - ὄρνιθος", "ornis - ornithos", 'ocell' i λόγος "logos", 'estudi o ciència') és la branca de la zoologia dedicada a l'estudi científic dels ocells. Nombrosos aspectes de l'ornitologia difereixen d'altres disciplines semblants, a causa en part de l'alta visibilitat i l'atractiu estètic dels ocells. Una de les diferències més notables és la importància i quantitat d'estudis duts a terme per aficionats que treballen dins dels paràmetres de la metodologia científica.
La ciència de l'ornitologia té una llarga història, i l'estudi dels ocells ha ajudat a desenvolupar molts conceptes clau en evolució, comportament i ecologia, com els d'espècie, processos d'especiació, instint, aprenentatge, nínxol ecològic, biogeografia insular, filogeografia i conservació. Mentre que en els seus inicis l'ornitologia s'ocupava principalment de la descripció i distribució de les espècies, els ornitòlegs d'avui dia cerquen respostes a qüestions molt específiques, sovint utilitzant els ocells com a models per provar hipòtesis o prediccions basades en les seves teories. La major part de les teories biològiques modernes s'apliquen indiferentment entre els diversos grups taxonòmics i, per tant, el nombre de científics professionals que s'identifiquen a si mateixos com a ornitòlegs s'ha reduït. El ventall d'eines i tècniques que s'usen en ornitologia és molt ampli, i constantment se'n realitzen innovacions.

## Història
La història de l'ornitologia reflecteix, en bona part, les tendències ocorregudes en la història de la biologia. Aquestes tendències inclouen el pas de les meres descripcions a la identificació de models, i posteriorment, l'estudi dels processos que produeixen aquests models.

### Primers estudis

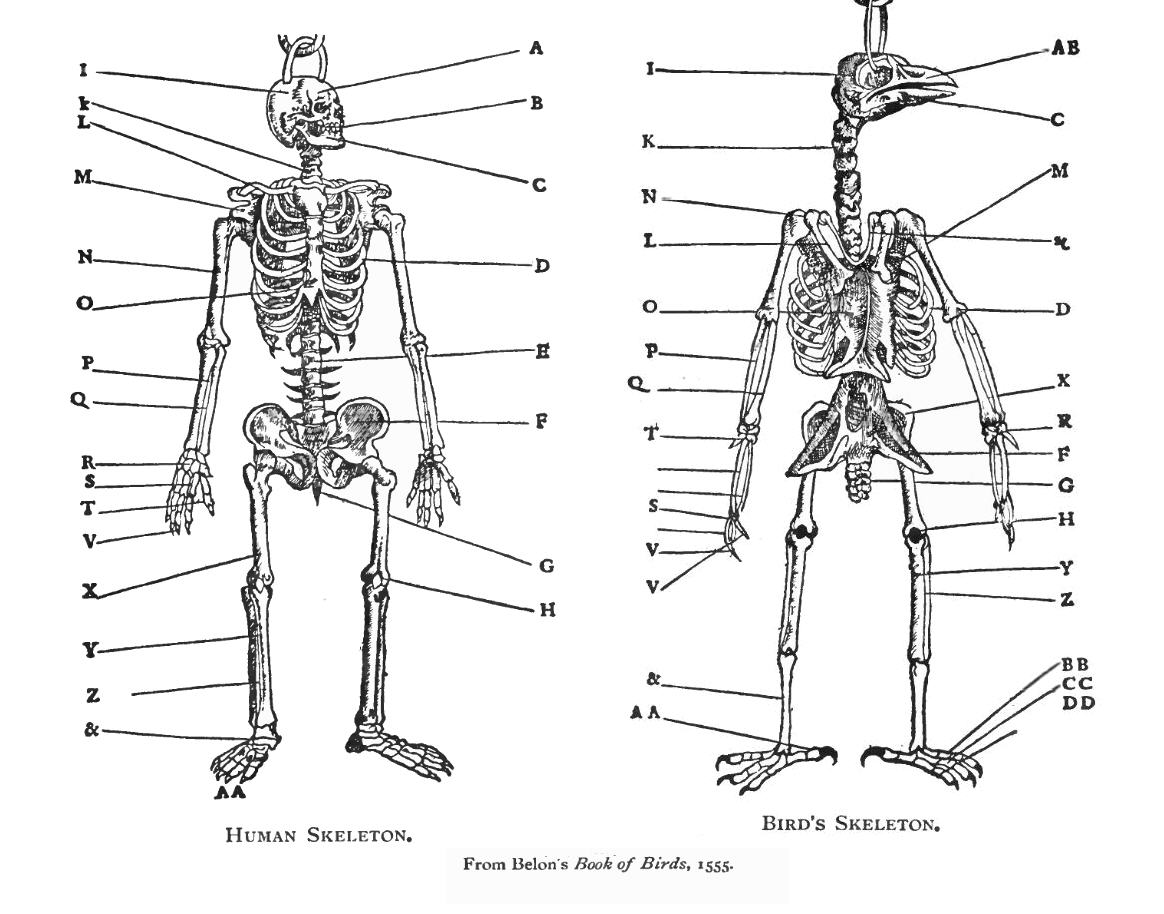
Comparació entre els esquelets de l'ésser humà i l'ocell per Pierre Belon en L'Histoire de la nature des oyseaux, un dels primers exemples d'anatomia comparada

Els humans han observat els ocells des de l'inici dels temps; alguns dibuixos de l'Edat de Pedra estan entre les mostres més antigues de l'interès humà pels ocells. En aquella època, els ocells potser eren una important font d'alimentació, ja que els ossos de fins a vuitanta espècies s'han trobat en excavacions d'assentaments de l'edat de pedra.
Les cultures de tot el món tenen un ric vocabulari referit als ocells. Els noms tradicionals dels ocells sovint es basen en un coneixement detallat del seu comportament, i molts en són noms onomatopeics, amb molts encara en ús. El saber popular pot també involucrar l'ús dels ocells en la medicina tradicional, i el coneixement d'aquestes pràctiques són transmeses per tradició oral. La caça d'ocells silvestres, així com la seva domesticació, també deu haver-ne requerit un considerable coneixement dels hàbits. La cria d'aviram i la falconeria s'han practicat des de temps pretèrits en moltes parts del món. La incubació artificial d'aviram es practicava a la Xina cap al 246 aC i a Egipte al voltant del 400 aC.Els egipcis també van representar ocells en els seus jeroglífics, molts dels quals, tot i que simplificats, permetien la identificació de l'espècie.

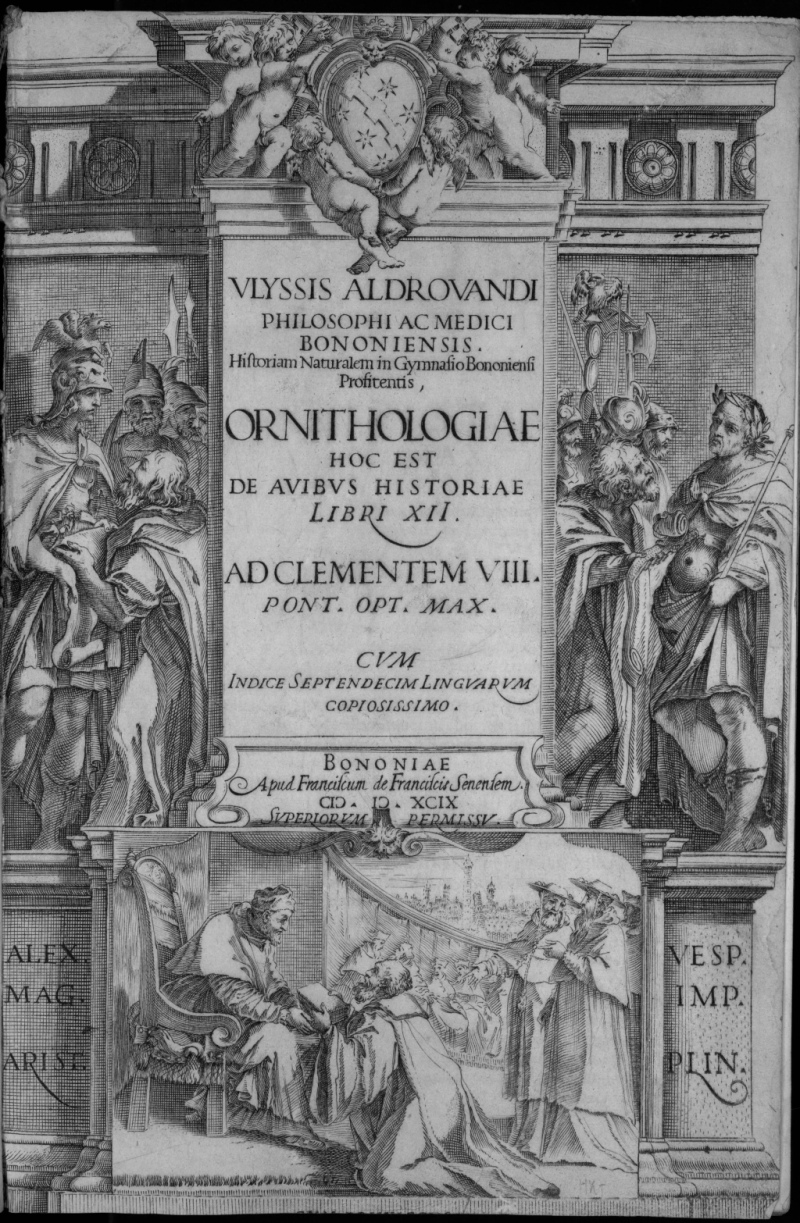
Coberta d’Ornithologiae, d'Ulisse Aldrovandi (1599)

Els primers registres escrits en proveeixen una valuosa informació sobre les antigues distribucions de les espècies. Per exemple, els escrits de Xenofont esmenten l'abundància d'estruços a Assíria;aquesta subespècie de l'Àsia Menor està extinta, i la distribució de l'estruç restringida a Àfrica. Altres antics escrits contenen acurades i detallades descripcions de la vida dels ocells, com als Vedas (1500-800 aC), en què s'inclou la primera referència al parasitisme de posta, per part del koel (Eudynamys scolopaceus). De la mateixa manera que en la literatura, en les pintures de les antigues civilitzacions de la Xina, Japó, Pèrsia i Índia, també es demostra un gran coneixement dels ocells, amb detallades i molt precises il·lustracions de diferents espècies.
Aristòtil al 350 aC en la seva obra Historia Animalium va escriure sobre els hàbits de la migració dels ocells, la muda, incubació i duració de la seva vida. Ell, en canvi, introduí i propagà nombrosos mites, com la idea que les orenetes hibernaven, encara que havia notat que les grues migraven des de les estepes d'Escítia cap a la desembocadura del Nil. La idea de la hibernació de les orenetes arribà a estar tan establerta, que el 1878 Elliott Coues pogué llistar fins a 182 publicacions d'aquell moment que donaven per fet la seva hibernació, mentre que molt poques publicaven evidències que en contradiguessin la teoria. Alguns errors semblants hi hagué sobre la cria de l'oca de galta blanca. Els seus nius no havien estat mai vistos i es creia que creixien per transformació dels crustacis de l'ordre Pedunculata, una idea freqüent al voltant del segle xi, i esmentada pel bisbe Giraldus Cambrensis en la seva obra Topographia Hiberniae (1187).

L'origen de la falconeria se situa a Mesopotàmia, amb els primers registres datats en el Regne de Sargon II (722–705 aC). La falconeria entrà a Europa després del 400 aC arran de les invasions d'huns i alans provinents de l'est. Frederic II d'Alemanya (1194 – 1250) va aprendre sobre falconeria àrab durant les guerres de la zona, i va aconseguir un tractat àrab de falconeria de Moamin. Va aconseguir que aquesta obra es traduís al llatí i també dugué a terme experiments amb els ocells de la seva col·lecció privada d'animals. Cegant uns voltors i posant-hi menjar a prop, deduí que trobaven menjar gràcies a la vista i no per l'olfacte. També va desenvolupar mètodes per mantenir i entrenar falcons. Els estudis que feu durant prop de 30 anys es publicaren el 1240 amb el nom de De arte venandi cum avibus ('L'art de caçar amb ocells'), obra considerada un dels primers estudis sobre el comportament dels ocells.
Nombrosos erudits alemanys i francesos van compilar els vells treballs i van realitzar nous descobriments sobre els ocells. Entre aquests s'inclou Guillaume Rondelet, que escrigué sobre les seves observacions al Mediterrani; i Pierre Belon, que va descriure els peixos i ocells que havia vist a França i al Llevant mediterrani. La seva obra obra L'Histoire de la nature des oyseaux conté descripcions de gairebé dues-centes espècies. La seva comparació entre l'esquelet dels humans i dels ocells és considerada una fita en l'evolució de l'anatomia comparada. Volcher Coiter (1534-1576), un anatomista holandès, feu estudis detallats de l'estructura interna dels ocells i una classificació dels ocells, De Diferentiis Avium (al voltant del 1572), basada en criteris d'estructura i hàbits. Conrad Gessner va escriure les obres Vogelbuch i Icones avium omnium al voltant del 1557. De la mateixa manera que Gesner, Ulisse Aldrovandi, un naturalista, publica entre 1599 i 1603 una obra de 14 volums sobre història natural, tres dels quals eren sobre ocells. El seu Ornithologiae té més de 2.000 pàgines i inclou aspectes com la cria de gallines i altres ocells de corral. L'obra de William Turner Historia Avium ('Història dels ocells'), publicada a Colònia el 1544 fou un dels primers treballs ornitològics anglesos. Va advertir la freqüència dels milans reials a les ciutats angleses, on prenien el menjar de mans dels nens. Va tractar creences populars com la dels pescadors que creien que les àguiles pescadores eliminaven els seus bancs de peixos, i per això intentaven matar-les barrejant en els esquers carn d'àguiles.
Al segle xvi Francis Willughby (1635-1672) i John Ray (1627-1705) van realitzar els primers grans sistemes de classificació d'ocells basats en les seves funcions i morfologia en comptes de la seva forma o comportament. Ornithologiae libri tres (1676) de Willughby, completat per Ray, es considera, a vegades, l'inici de l'ornitologia científica. Ray també publicà una altra obra, Ornithologia, editada pòstumament el 1713 amb el nom de Synopsis methodica avium et piscium. La primera llista d'ocells anglesos, Pinax Rerum Naturalium Britannicarum, l'escrigué Christopher Merrett el 1667; però, per a molts (inclòs Ray), no tenia gaire valor.

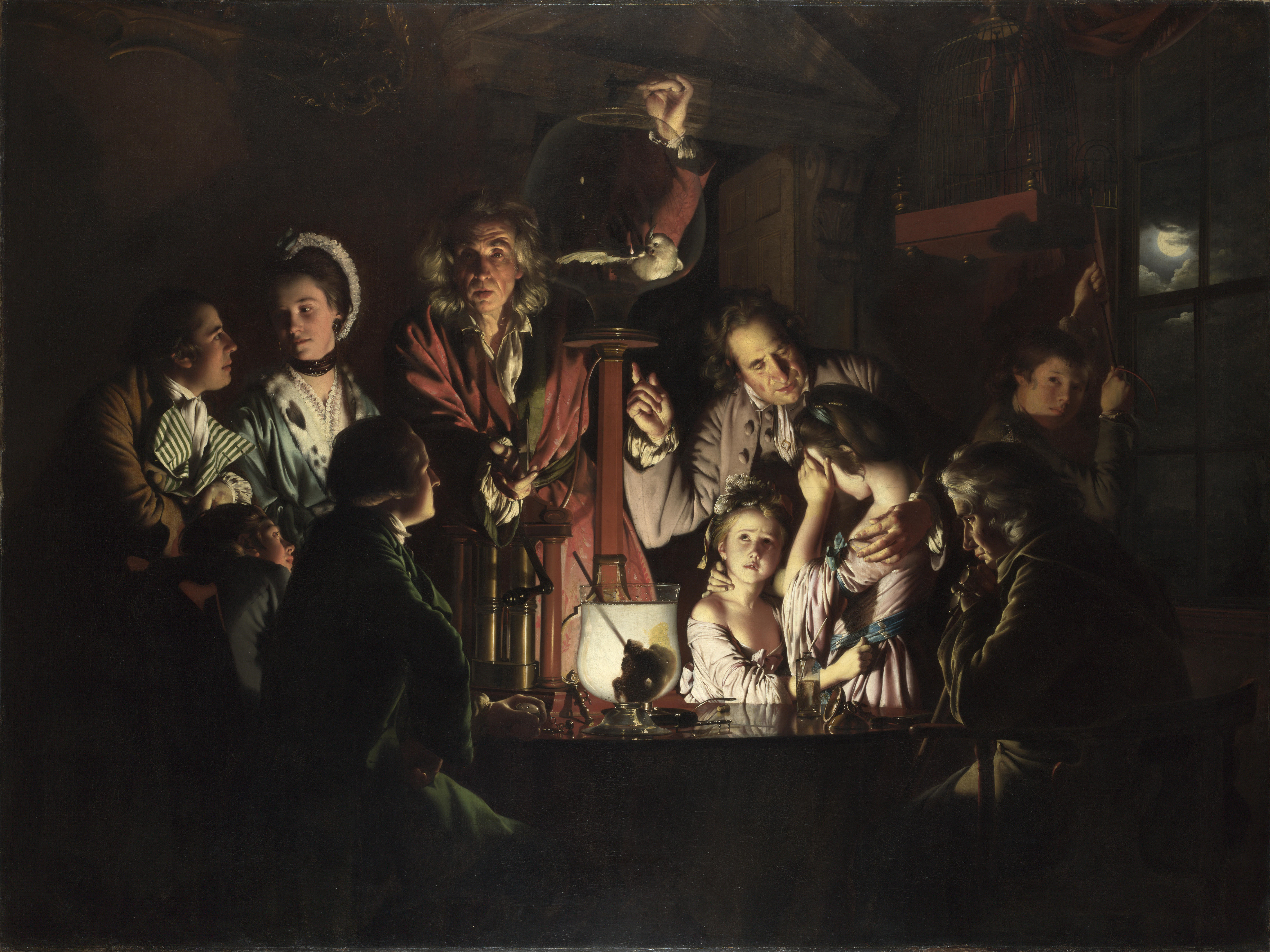
Experiment amb un ocell en una bomba d'aire, de Joseph Wright (1768)

Cap a finals del segle xviii, Mathurin Jacques Brisson (1723-1806) i Georges Louis Leclerc (1707-1788) realitzaren nous treballs sobre ocells. Brssion publicà una obra, Ornithologie, de sis volums el 1760 i Leclerc va incloure nou volums sobre ocells (Histoire naturelle des oiseaux (1770-1785)) en el seu treball Histoire naturelle générale et particulière (1749-1804). Coenraad Jacob Temminck (1778 - 1858) patrocinà François Le Vaillant (1753-1824) perquè recol·lectés espècimens d'ocells a Àfrica, i el resultat en fou Histoire naturelle des oiseaux d'Afrique (1796-1808), de sis volums, de Le Vaillant.
Louis Jean Pierre Vieillot (1748-1831) passà deu anys estudiant els ocells nord-americans i va escriure Histoire naturelle des oiseaux de l'Amerique septentrionale. Vieillot va ser pioner en l'ús de la història natural i els hàbitats en la classificació.

### Estudis científics

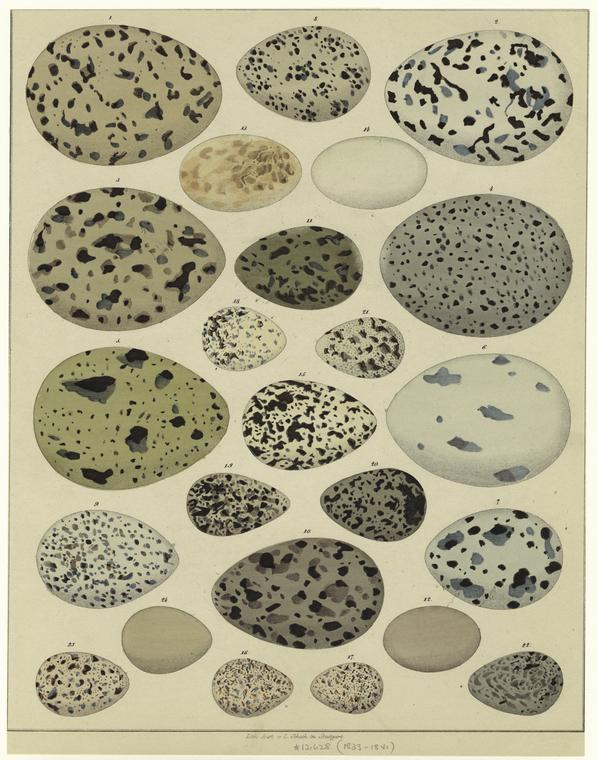
Els estudis inicials d'ocells s'enfocaven en els objectes col·leccionables com ous i nius

L'ornitologia emergeix com una ciència especialitzada en l'era victoriana, amb la proliferació d'armes de foc, del concepte d'història natural, i les col·leccions d'objectes naturals com ous d'ocells i pells. Aquesta especialització donà lloc a la formació, a Gran Bretanya, de la British Ornithologists Union el 1858. El 1859 els membres formen la revista The Ibis. La surgència sobtada en l'interès per l'ornitologia fou a causa també de la colonització. Cent anys després, el 1959, R. E. Moreau observa que l'ornitologia en aquest període es preocupava de les distribucions geogràfiques de diverses espècies d'ocells.
"Sens dubte la preocupació per l'ornitologia geogràfica àmpliament estesa fou encoratjada per la immensitat d'àrees sobre les quals el domini britànic o la seva influència s'estenia durant el segle xix i per algun temps després."—Moreau
Els col·leccionistes d'ocells de l'era victoriana van observar les variacions en les formes dels ocells i els seus hàbits al llarg de les regions, van notar l'especialització local i la variació en espècies d'àmplia distribució. Les col·leccions de museus i els col·leccionistes privats van créixer amb contribucions de diverses parts del món. La denominació d'espècies amb el sistema binomial i l'organització d'ocells en grups basats en les seves semblances esdevingué el treball principal dels especialistes dels museus. Les variacions en els ocells d'àmplia distribució al llarg de zones geogràfiques causà la introducció de denominacions trinominals.
La cerca de patrons en les variacions dels ocells va ser intentada per molts. Els primers ornitòlegs com William Swainson van seguir el sistema quinari i aquest es reemplaçà per "mapes" més complexos d'afinitats en treballs d'Hugh Edwin Strickland i Alfred Russel Wallace
Es creu que els pinsans de les Galápagos van tenir una influència especial en el desenvolupament de la teoria de l'evolució de Charles Darwin. El seu contemporani Alfred Russel Wallace també notà aquestes variacions i les separacions geogràfiques entre diferents formes, que van donar lloc a l'estudi de la biogeografia. Wallace va ser influenciat pel treball de Philip Lutley Sclater sobre els patrons de distribució dels ocells.

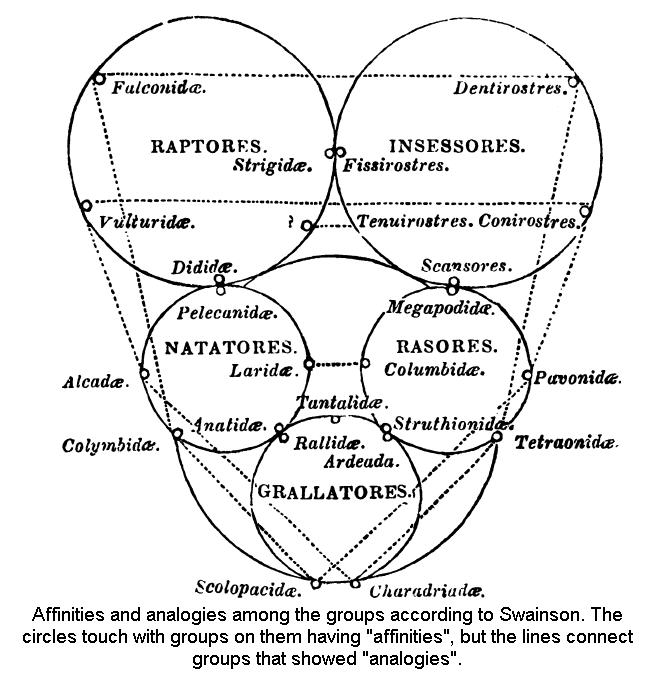
Sistema quinari de classificació dels ocells per Swainson

Per a Darwin, el problema era com les espècies sorgien d'un ancestre comú, però no intentà trobar regles de delimitació d'espècies. El problema de les espècies l'abordà l'ornitòleg Ernst Mayr, que fou capaç de demostrar que l'aïllament geogràfic i l'acumulació de diferències genètiques donà pas a la divisió d'espècies.
Els primers ornitòlegs es preocupaven per assumptes d'identificació d'espècies. Només la sistemàtica es percebia com una vertadera ciència i els estudis de camp eren considerats inferiors al llarg de bona part del segle xix. El 1901 Robert Ridgway va escriure en la introducció de The Birds of North and Middle America que:
"hi ha dues classes essencialment diferents d'ornitologia: la sistemàtica o científica, i la popular. La primera tracta sobre l'estructura i classificació dels ocells, les seves sinonímies i descripcions tècniques; la segona sobre els hàbits, cants, cria i altres fets pertanyents a la seva història natural."
Aquesta idea inicial que l'estudi dels ocells vivents era merament recreació es va mantenir dominant fins que les teories ecològiques van esdevenir el focus dels estudis ornitològics. L'estudi dels ocells en els seus hàbitats avançà particularment a Alemanya amb estacions d'anellament d'ocells establertes el 1903. Cap a la dècada de 1920, la revista Journal für Ornithologie incloïa molts treballs sobre comportament, ecologia, anatomia i fisiologia, molts escrits per Erwin Stresemann, que canvià la política editorial de la revista, dirigida tant cap a la unificació dels estudis de camp i de laboratori, com un canvi del lloc de recerca, dels museus a les universitats. L'ornitologia als Estats Units continuà dominada per estudis de museu de variacions morfològiques, identitat i distribució geogràfica d'espècies, fins que va ser influenciada per l'estudiant de Stresemann, Ernst Mayr. A la Gran Bretanya, alguns dels primers treballs ornitològics que feren servir la paraula ecologia apareixen el 1915. The Ibis, en canvi, va resistir la introducció d'aquests nous mètodes d'estudi i el 1943 publica treballs sobre ecologia. El treball de David Lack sobre ecologia poblacional en fou pioner. Alguns enfocaments més nous es van introduir per a l'estudi de l'ecologia i el comportament però no van ser ben acceptats. Per exemple, Claud Ticehurst va escriure:
"A vegades sembla que els plans elaborats i les estadístiques es facin per provar el que és un coneixement trivial per a un simple col·lector, tal com les partides de caça, sovint, viatgen més o menys en cercles."—Ticehurst
Els estudis de David Lack sobre ecologia poblacional cercaven trobar el procés involucrat en la regulació de la població basat en l'evolució de mides de niat òptims. Conclogué que la població estava regulada primàriament per controls dependents de densitat, i també suggerí que la selecció natural produeix trets d'història de vida que maximitzen l'adaptació dels individus. Altres com Wynne-Edwards van interpretar la regulació de la població com un mecanisme que ajudava a l'espècie en comptes dels individus. Això comportà un debat ampli i a vegades aferrissat sobre què constituïa la "unitat de selecció". Lack també fou pioner en l'ús de molts instruments nous per a la recerca ornitològica, inclosa la idea d'usar un radar per estudiar la migració dels ocells.
Els ocells també s'utilitzaren en estudis de la hipòtesi dels nínxols i el principi d'exclusió competitiva de georgii Gause. Robert MacArthur va fer treballs sobre la partició de recursos i l'estructuració de comunitats d'ocells per la competició. Els patrons de biodiversitat també esdevingueren un tòpic d'interès. E. O. Wilson i Robert MacArthur foren pioners en treballs sobre la relació del nombre d'espècies amb l'àrea i la seva aplicació a l'estudi de la biogeografia insular. Aquests estudis van dur al desenvolupament de la disciplina de l'ecologia del paisatge.

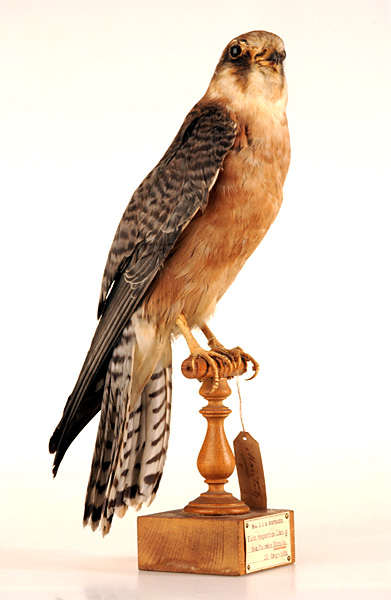
Un espècimen muntat de xoriguer cama-roig

John Hurrell Crook estudià el comportament dels ocells aquàtics i demostrà el vincle entre les condicions ecològiques, el comportament i els sistemes socials. J. L. Brown introduí principis de l'economia a l'estudi de la biologia, i això va dur a l'estudi del comportament amb l'ús d'anàlisis cost-benefici. El creixent interès en la sociobiologia també donà lloc a una surgència d'estudis en aquesta àrea.
L'estudi del comportament d'empremta en ànecs i oques per Konrad Lorenz i els estudis d'instint en gavians argentats de potes roses per Nicolaas Tinbergen van donar lloc a l'establiment del camp de l'etologia. L'estudi de l'aprenentatge es va tornar una àrea d'interès i l'estudi del cant dels ocells ha estat un model per a estudis de neuroetologia. El rol de les hormones i la fisiologia en el control del comportament s'ha ajudat també per ocells com a models. Aquests ocells han ajudat en l'estudi de cicles circadians i estacionals. Els estudis sobre la migració han intentat respondre els interrogants sobre l'evolució, l'orientació i la navegació.

## Arreu del món
A part dels científics que els estudien, hi ha milions d'aficionats en tot el món que observen ocells i col·laboren de manera altruista amb els centres d'investigació per aportar-ne dades sobre biologia. Des de 1884, la Unió Internacional d'Ornitòlegs fomenta la col·laboració internacional entre científics i amateurs, i organitza cada quatre anys el Congrés Ornitològic Internacional.

## Institut Català d'Ornitologia
A Catalunya, l'Institut Català d'Ornitologia coordina el treball de més d'un miler d'ornitòlegs que treballen en la confecció d'atles ornitològics, informes i projectes de seguiment d'avifauna.

## Ornitòlegs famosos
- John James Audubon
- John Gould
- Jemima Blackburn